# Friedrich Weichelt

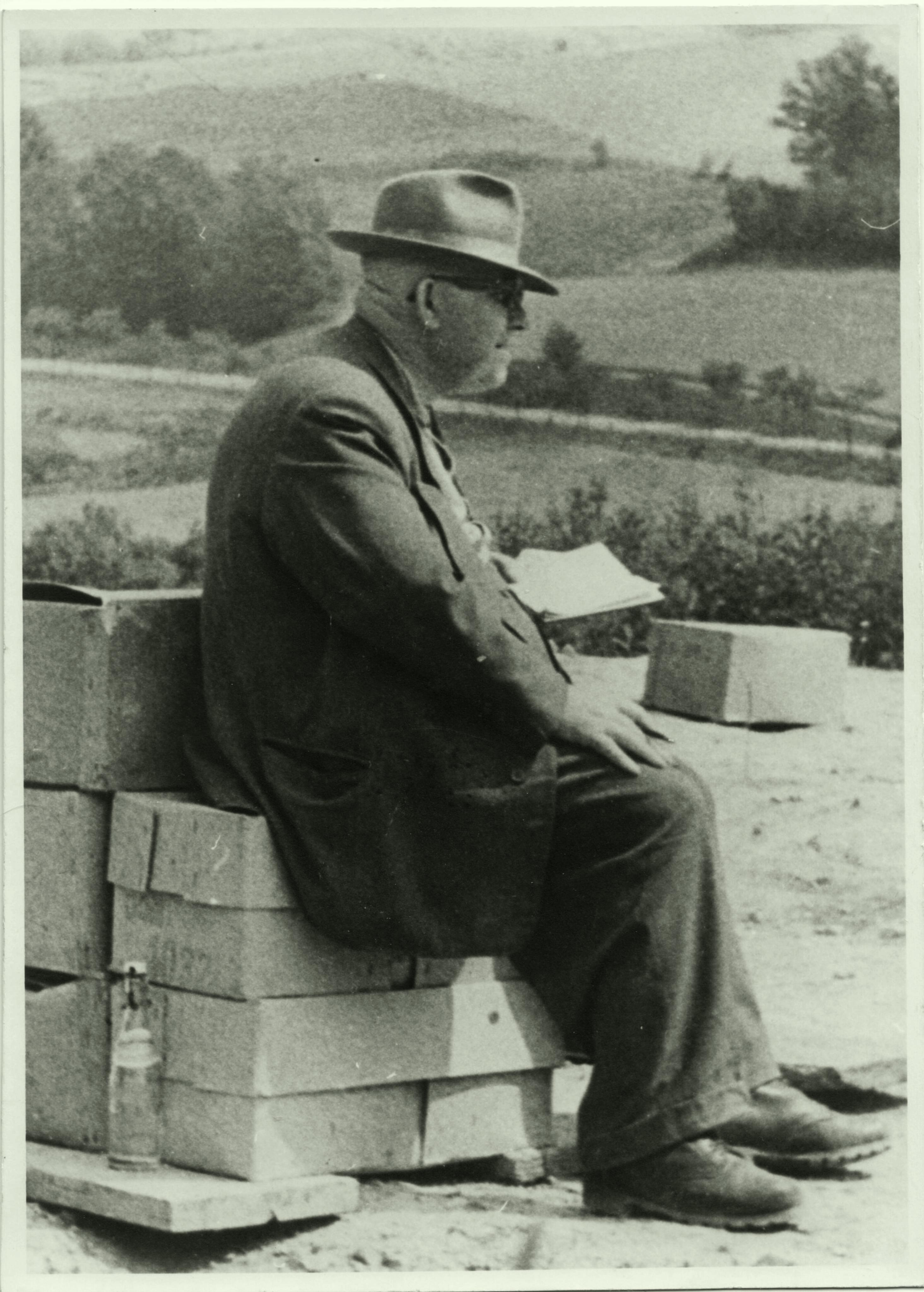
Sprengingenieur Friedrich Weichelt (1959)

Friedrich Weichelt (* Dezember 1894 in Döbeln, Königreich Sachsen; † November 1961 in Dresden) war ein deutscher Sprengingenieur.

## Leben
Friedrich Weichelt wurde als Sohn eines Sprengunternehmers in Döbeln geboren und besuchte die dortige Volksschule. Anschließend absolvierte er die Bürgerschule, damals als Höhere Volksschule bezeichnet, und die Ingenieurtechnische Fachschule in Dresden. Nach seiner Ausbildung erfolgte ein Praktikum im elterlichen Sprengunternehmen bei verschiedenen sprengtechnischen Arbeiten in Kaligruben, Steinbrüchen, Tiefbohrungen und Tunnelauffahrungen.

### Berufsleben
Nach der berufsbildenden Anstellung im Familienunternehmen absolvierte er ein Ingenieurstudium. 1924 arbeitete er als selbstständiger Sprengingenieur für verschiedene Sprengstofffabriken und Zündmittelhersteller, speziell für die besonderen Sprengkulturverfahren im Bereich der Landwirtschaft. Das Verfahren wurde zu der Zeit benutzt, um Pflanzlöcher auszusprengen, um Bäumen ein leichteres Vordringen in den Boden zu ermöglichen und wasserundurchlässige Bodenschichten aufzureißen.

### Bis 1945
Um fehlendes Fachpersonal auszubilden und zu schulen, organisierte Weichelt sprengtechnische Lehrgänge. Somit konnten seine Kenntnisse und Erfahrungen den Nachwuchskräften vermittelt werden. Die Prüfung und die Ausstellung der Befähigungsnachweise erfolgten nach Abnahme durch sachverständige Inspektoren der staatlichen Prüfbehörde der Ministerien des Innern für Wirtschaft und Arbeit der jeweiligen Regionen.
Ab 1934 arbeitete er nebenberuflich für Forschungsinstitute und in Fachausschüssen für Übertagesprengungen an der Freiberger Bergakademie auf dem Gebiet der Sprengstoff- und Zündmittelherstellung und deren Anwendung. An der Bergschule Siegen, heute Sprengtechnik Siegen, wirkte er ab 1941 als Dozent für Sprengtechnik. Er schrieb und verfasste Fachkommentare für Sprengwesen in Fachzeitschriften. Seine Forschungsresultate und Kenntnisse über eigene durchgeführte verschiedene Sprengarbeiten übermittelte er auf wissenschaftlichen Schulungen und Tagungen. Er vermittelte die theoretischen und praktischen Kenntnisse auf der Grundlage des Deutschen Forschungsinstitutes für Steine und Erden im Fachamt in Köthen bei der Durchführung der Spreng- und Meisterkurse. 1934 verfasste er ein Taschenbuch für den Sprengmeister als Leitwerk für Sprengarbeiten. Auf dessen Grundlage erweiterte er es zum Handbuch der gewerblichen Sprengtechnik für Sprengmeister, Techniker und Ingenieure. Dieses Fachbuch dient noch heute als Grundlage der Sprengausbildung und wird ständig aktualisiert. Das Fachbuch vermittelte die Grundlagen zur Ladungsberechnung, den Umgang mit Sprengstoffen und Zündmitteln, die Allgemeinen Sicherheitsbestimmungen und sonstige rechtliche Vorschriften.
- Sprengen von Erden und Gesteinen mit Bohrlöchern,
- Sprengen von Findlingssteinen, so genannten Knäppersprengungen,
- Stubbensprengungen,
- Untergrundkultursprengungen,
- Baumloch- und Kronensprengungen,
- Mastenloch- und Zylinderlochsprengungen,
- Moorsprengverfahren: Einsprengen von Straßen- und Eisenbahndämmen,
- Eissprengungen,
- Frostbodensprengungen (Beispiele und Ladeberechnungen),
- Aufbewahrung und Lagerung von Sprengstoffen,
- Kammersprengungen,
- Schornsteinsprengung,
- Holzsprengung,
- Metallsprengung,
- Allgemeines: Schießmittel, Zündmittel, Transport, Lagerbuch.

### Nach 1945

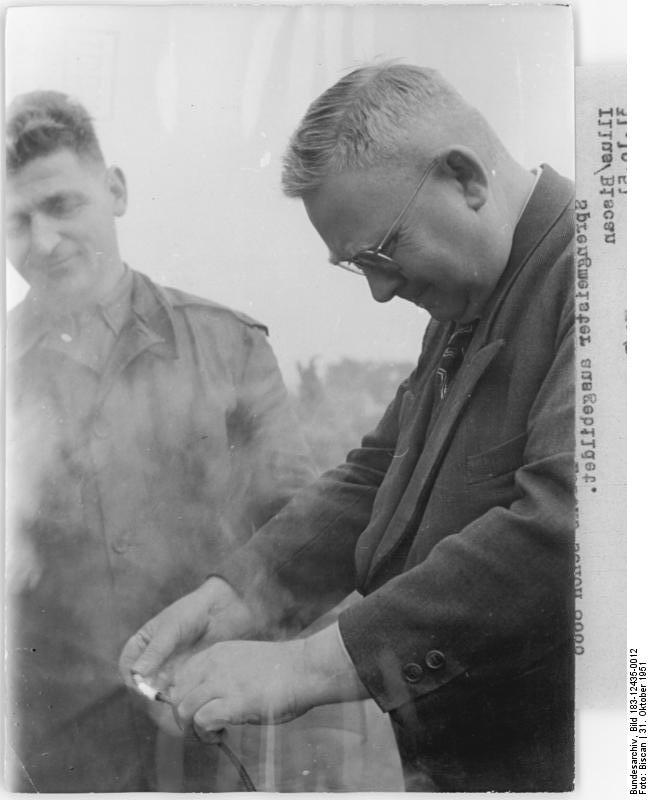
Friedrich Weichelt bei der Prüfung einer Zündschnur (1951)

Friedrich Weichelt verblieb nach 1945 in Ostdeutschland, wo ihn ein großes Aufgabengebiet an zerstörten Industrieanlagen, flächenmäßig zerstörten Städten und Verkehrsbauten erwartete. Ab dem Jahr 1946 wurde die Wiederaufnahme der sprengtechnischen Ausbildung in Halle bis 1948 durchgeführt. Im Rahmen des Forschungsinstitutes für Steine und Erden der Geologischen Landesanstalt fanden die ersten sprengtechnischen Ausbildungen unter Weichelts Leitung statt. Mit Beginn der Ausbildung wurde zugleich zwischen Sprengarbeiten über und unter Tage unterschieden. 
Weichelt wurde 1947 auf Betreiben der Leitung der SAG Sowjetischen Aktiengesellschaft für Mineraldünger, Chemiewerk Leuna, eingesetzt, um Stollen und Kammern der ehemals geheimen NS-Untertageverlagerung von insbesondere V-Waffen, Flugzeugen und Treibstoffen (Mittelwerk, B11, Eber, Kuckuck, Nordwerk) in den Stollen des Kohnstein bei Niedersachswerfen beim Gipswerk durch Sprengungen zu zerstören. Hier setzte Weichelt auf eine diversifizierte, sukzessive Strategie, die wesentlich weniger Nebenschäden generierte. Die B11 Bereiche wurden im Jahr 1947 unter seiner Koordinierung gesprengt. 1949 wurden, offenbar beginnend an der Nordflanke von Nord- bzw. Mittelwerk Eingänge und Kammern von „FAU-2“ (Bezeichnung SMAD, V2-Raketeneproduktion (A4)) gesprengt. Großsprengungen fanden insbesondere am 15., dem 20. Februar 1949 sowie am 15. April und dem 13. Mai statt.
Anfang der 1950er-Jahre setzte er seine Lehrtätigkeit in Dresden bis zu seinem Tod im Jahr 1961 fort. 1950 erschien sein Fachbuch Handbuch der gewerblichen Sprengtechnik für Sprengmeister, Techniker und Ingenieure in der Industrie der Steine und Erden, im Baugewerbe und Brunnenbau, in der Forst- und Landwirtschaft, das noch heute die Grundlagen der Sprengausbildung darstellt. Die sprengtechnischen Grundlehrgänge umfassten die Abbruchsprengungen mit dem Schwerpunkt für Ruinenbeseitigung und Enttrümmerung:
- Mauerwerkssprengungen,
- Betonsprengungen,
- Stahlsprengungen,
- Holzsprengungen,
- Erdsprengungen.

Die Ausstellung der Befähigungsnachweise erfolgte nach Ablegen der Prüfung und Abnahme durch sachverständige Arbeitsinspektoren der Arbeitsämter.
Im Ostteil Deutschlands war er maßgeblich als verantwortlicher Sprengingenieur bei vielen Großprojekten beteiligt, wie zum Beispiel:
- Enttrümmerung der Großstädte Berlin, Magdeburg und Dresden,
- Bau der Rappbode-Talsperre,
- Bau des Rostocker Überseehafens.

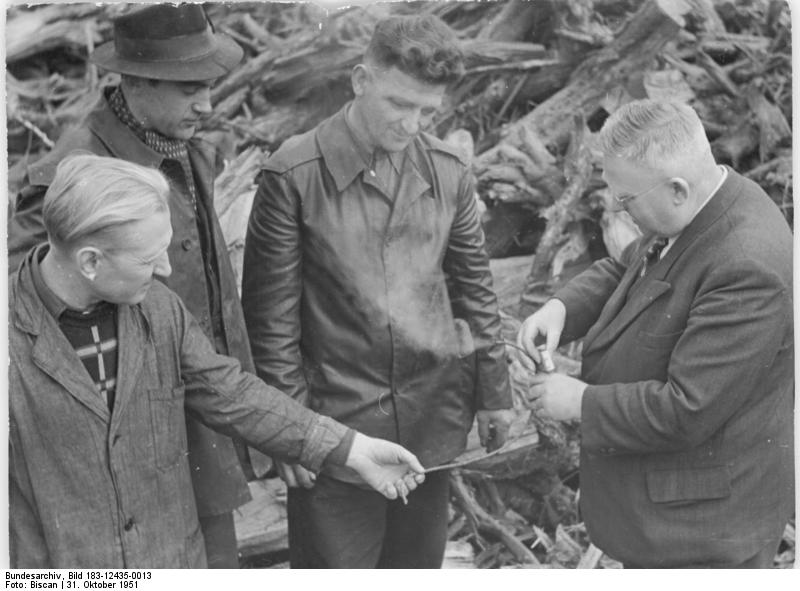
Friedrich Weichelt (rechts) und weitere Sprengmeister (1951)

Er leitete Kammersprengungen und übernahm Projektierungsarbeiten für Spezialsprengungen, zudem war er als Gutachter sprengtechnisch auch international für wichtige Bauvorhaben sehr gefragt. Sein Interesse galt der Ausbildung und Weiterbildung von neuen Mitarbeitern im Sprengwesen. Es fanden unter seiner verantwortlichen Leitung Grund- und Weiterbildungslehrgänge für alle Bereiche der Sprengtechnik statt, wie
- Bergbau,
- Abbruchsprengungen,
- Kammersprengungen,
- Großbohrlochsprengungen,
- Unterwassersprengungen,
- Gewinnungssprengungen für Steine- und Erdenindustrie,
- Eissprengungen,
- Betonsprengungen,
- Stahlsprengungen,
- Land- und Forstwirtschaft.

Bei den Land- und Forstwirtschaftsprengen und Kultursprengen, dazu gehört ebenfalls das Untergrundkultursprengen, sollten Erleichterungen und höhere Ernteerträge in der Landwirtschaft erzielt werden. Dabei handelt es sich zum Beispiel um das Zertrümmern von undurchlässigen Erdschichten, Ortsteinschichten und Tiefenlockerungen. Ebenso das Aussprengen von Obstbaumlöchern und die Obstbaumverjüngung. Des Weiteren hat man während des Kriegs und in der Zeit danach auf Feldern gelagerten Dünger oder Mist aus den Rinderzuchtanlagen mit Sprengen verteilt, um die schwere manuelle Arbeit zu erleichtern. Wie zum Beispiel beim Sprengen von Mieten wurde über einen längeren Zeitraum der Mist aus den größeren Zuchtanlagen auf das Feld transportiert und dort auf Haufen gesetzt. Je nach Größe bis ca. 2 bis 3 m Höhe, 10 bis 15 m Breite und ca. 15 bis 30 m Länge. In diese Haufen wurden die Sprenglöcher entweder waagerecht (Brust- oder Hebeschüsse) oder oben (Kopfschüsse) nach einem berechneten Bohrlochschema hergestellt. Dieser Haufen wurde dann mittels Millisekundenzünder in paralleler Reihenschaltung  in genau berechneter Ladungsmenge an Sprengstoff (Gelatine-Donarit 1) in Form von Bohrpatronen gesprengt. Die Wirkung zeigte sich in 5 bis 15 cm starker Verteilung auf dem Feld. Danach wurde der Acker umgepflügt. Diese Anwendungen erfolgten nach der von Weichelt festgelegten Berechnungsformel Nummer 49 (Aufsprengen von Mieten).
In der DDR wurden um 1969 Versuche mit Schweinedünger unternommen. Diese Verfahren verliefen nicht erfolgreich, da der Dünger, anders als der Rinderdünger, durch das Ablagern sich sehr unterschiedlich verfestigte. Später verfügte die Landwirtschaft wieder über genügend Technik, so dass sich das Misthaufensprengen nicht mehr lohnte und in der heutigen gültigen Düngeverordnung auch keine Beachtung findet.
Parallel zu den Lehrgängen wurden auch Arbeitsschutzinspektoren und Sicherheitsbeauftragte ausgebildet und geschult. Für seine durchgeführten Schulungen fertigte er eigene Zeichnungen und Skizzen für jeden Lehrgangsteilnehmer an. Damit seine Lehrtätigkeit für jedermann verständlich wurde, dokumentierte und fotografierte er seine Sprengungen. So entstanden über 3000 Bilddokumente. Bis zu seinem Tod im Jahr 1961 bildete er über 2000 Sprengberechtigte (Sprengmeister) und Sprengingenieure aus. Sein fachlicher Nachlass ist im Besitz der Sprengschule Dresden. Weichelt gilt als bedeutendster Sprengingenieur Deutschlands. Sein Verdienst ist es, die Sicherheit und Vereinheitlichung des Sprengwesens und der Sprengtechnik in Deutschland gestaltet zu haben.

## Werke
- Taschenbuch für den Sprengmeister als Leitwerk für Sprengarbeiten. Verlag der Deutschen Arbeitsfront, Berlin 1934.
- Taschenbuch für den Sprengmeister. Berechnung zur Ermittlung der Sprengstoffmengen für gewerbliche Sprengarbeiten in der Industrie der Steine und Erden wie im Bauwesen und in der Landwirtschaft mit Merkblatt für den Sprengmeister. 3. Auflage. Verlag Deutsche Arbeitsfront, Berlin 1941.
- Sprengtechnik Handbuch Bergbau Halle 1953 Handbuch der gewerblichen Sprengtechnik für Sprengmeister, Techniker und Ingenieure in der Industrie der Steine und Erden, im Baugewerbe und Brunnenbau, in der Forst- und Landwirtschaft. Mit Ladungsberechnungen zur Ermittlung der Sprengstoffmengen, mit Angaben über die Handhabung der Sprengstoffe und Zündmittel mit einschlägigen gesetzlichen- und Unfallverhütungsbestimmungen. 2. überarbeitete Auflage. Carl Marhold Verlagsbuchhandlung, Halle/Saale 1953.

## Belege
1. ↑  https://www.dresden.de/media/pdf/stadtarchiv/Tafeln_34-38_Schulwesen.pdf
2. ↑  Josef Köhler, Rudolf Meyer, Axel Homburg: Explosivstoffe, John Wiley & Sons, 2012, ISBN 978-3-527-66007-0 online bei googlebooks
3. ↑  Archiv der Sprengschule Dresden
4. ↑  Chronik 1961–2011 Dresdner Sprengschule 2011
5. ↑  Archiv der Sprengschule Dresden
6. ↑  Tim Schäfer, Als der Kohnstein gesprengt wurde : 20.01.2024, 13.01 Uhr (nordthueringen.de)
7. ↑  Chronik 1961–2011 Dresdner Sprengschule 2011
8. ↑  Chronik 1961–2011 Dresdner Sprengschule 2011
9. ↑  Archiv der Sprengschule Dresden
10. ↑  Friedrich Weichelt: Taschenbuch für den Sprengmeister. Berechnung zur Ermittlung der Sprengstoffmengen für gewerbliche Sprengarbeiten in der Industrie der Steine und Erden wie im Bauwesen und in der Landwirtschaft mit Merkblatt für den Sprengmeister. 3. Auflage. Verlag Deutsche Arbeitsfront, Berlin 1941. S. 98, 148 u.149 (Schiessverband)
11. ↑  Friedrich Weichelt: Sprengtechnik, Handbuch der Sprengtechnik VEB Deutscher Verlag für Grundstoffindustrie, Leipzig 1961 4. überarbeitete Auflage. VLN 152-915-31-61; S. 92, 98, 103.
12. ↑  Friedrich Weichelt: Sprengtechnik, Handbuch der Sprengtechnik. VEB Deutscher Verlag für Grundstoffindustrie, Leipzig 1961, 4. überarbeitete Auflage. VLN 152-915-31-61; S. 91, 98, 103.
13. ↑  Archiv der Dresdner Sprengschule Jahr 1969
14. ↑  Friedrich Weichelt: Sprengtechnik Handbuch Bergbau Halle 1956. Handbuch der gewerblichen Sprengtechnik für Sprengmeister, Techniker und Ingenieure in der Industrie der Steine und Erden, im Baugewerbe und Brunnenbau, in der Forst- und Landwirtschaft. Mit Ladungsberechnungen zur Ermittlung der Sprengstoffmengen, mit Angaben über die Handhabung der Sprengstoffe und Zündmittel mit einschlägigen gesetzlichen- und Unfallverhütungsbestimmungen. 3. überarbeitete Auflage. Carl Marhold Verlagsbuchhandlung, Halle/Saale 1956.S. 547.
15. ↑  Archiv der Sprengschule Dresden
16. ↑  Archiv der Sprengschule Dresden

| Personendaten    | Personendaten              |
| ---------------- | -------------------------- |
| NAME             | Weichelt, Friedrich        |
| KURZBESCHREIBUNG | deutscher Sprengingenieur  |
| GEBURTSDATUM     | Dezember 1894              |
| GEBURTSORT       | Döbeln, Königreich Sachsen |
| STERBEDATUM      | November 1961              |
| STERBEORT        | Dresden                    |